# Martin Parr

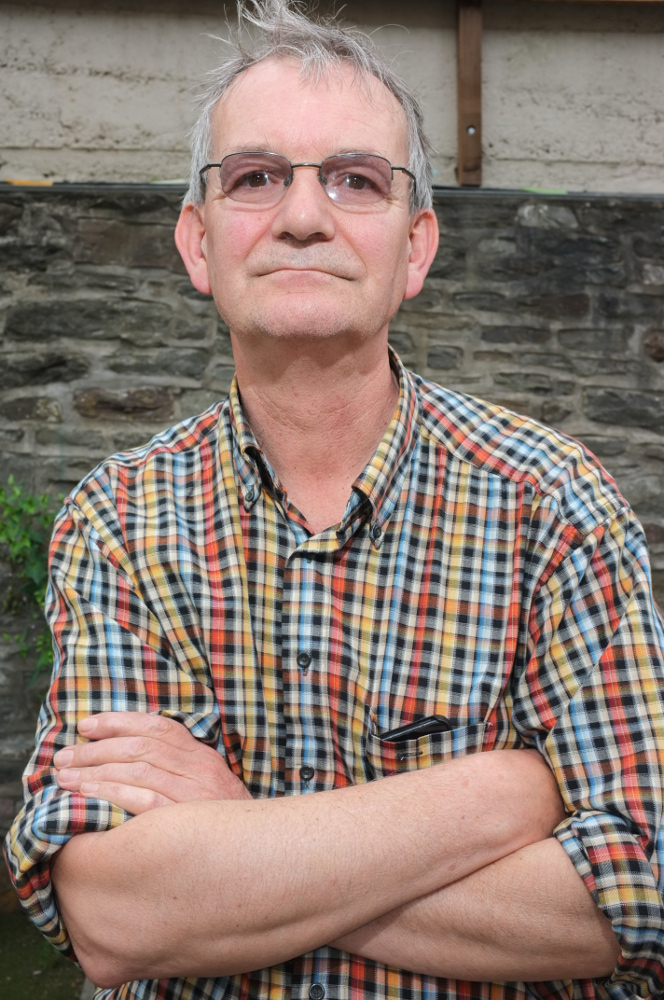
Martin Parr, 2014.

Martin Parr, född 23 maj 1952 i Epsom, Surrey, är en brittisk dokumentärfotograf. Hans arbeten innehåller ofta kritik mot det moderna samhället och har framförallt udden riktad mot konsumtionssamhället, medelklassen och massturismen.
Parr är känd för att använda mycket färger i sina fotografier. Hans satiriska, ofta ironiska och samvetsvädjande vinkel på dokumentärgenren är ganska unik och representerar en klar brytning från den svart/vita tradition som kom till uttryck i publikationer som Picture Post och Life runt Andra världskriget. 
Parr är medlem i den fotojournalistiska bildbyrån Magnum Photos Agency.
Sedan 1970-talet har Parr samlat och gett ut små böcker med vykort. Han har hämtat en del av sin inspiration och sitt färgbruk från 1950-talets vykort. Speciellt vykort gjorda av engelsmannen John Hide och dennes firma.

## Citat
"Jag fotograferar det jag inte bryr mig om" 
(Källa: Rasmus Riemann, University of Humberside 1995).

## Viktiga verk
- Bad Weather, text av Michael Fish och Peter Turner, Zwemmers (1982).
- Last Resort: Fotografier av New Brighton, av Martin Parr och Ian Walker, Dewis Lewis Publishing (1986, återutgiven 1998).
- The Cost of Living, av Martin Parr och Robert Chesshyre, Cornerhouse (1989).
- Bored Couples,  av Martin Parr, Gallery du Jour, Paris (1993).
- Small World, av Martin Parr och Simon Winchester, Dewi Lewis publishing (1995).